# Raparna iada
Raparna iada là một loài bướm đêm trong họ Noctuidae.